# People Of The World
『People Of The World』（ピープル・オブ・ザ・ワールド）は、1999年1月13日に発売されたJ-FRIENDSのミニアルバム。

## 解説
- J-FRIENDSが発売した唯一のアルバム作品。
- 全5曲入りのミニアルバムとなっているため、形式上はほとんどシングルであるものの、オリコンでもアルバム扱いとなっている。

## 収録曲
1. People Of The World
作詞/作曲/編曲：マイケル・ジャクソン、日本語詞：秋元康
  - フジテレビ系「走れ!21世紀へワールドカウントダウン」キャンペーンソング
2. 一秒のOthello 〜君に選ばれたい〜（TOKIO MOON VERSION）- TOKIO
作詞：秋元康、作曲：筒美京平、編曲：そうる透
3. 一秒のOthello 〜君に選ばれたい〜（KinKi Kids STAR VERSION）- KinKi Kids
編曲：新川博
4. 一秒のOthello 〜君に選ばれたい〜（V6 SUNSHINE VERSION）- V6
編曲：上野圭市
5. People Of The World（INSTRUMENTAL）